# Thimmendorf
Thimmendorf ist ein kleines Dorf am östlichen Rand des Thüringer Waldes, nördlich von Bad Lobenstein mit 228 Einwohnern (Stand Juni 2023) und ist ein Ortsteil der Gemeinde Remptendorf im Saale-Orla-Kreis. Thimmendorf ist der zweit höchstgelegene Ort in der Gemeinde Remptendorf. Er liegt an der Landesstraße L 1100.

## Geografie
Der Ort Thimmendorf liegt etwas abseits größerer Straßen zwischen der Bleilochtalsperre im Osten, dem Sormitztal im Westen und dem Hohenwarte-Stausee im Norden. Die Gemarkung des Ortes ist mit einer Fläche von 855 ha ausgewiesen. Die Flur ist von Wäldern des Südostthüringer Schiefergebirges umgeben.
Die höchsten Erhebungen um den Ort sind der Roßbühl mit 647 m ü. NN und der Espig mit 633 m ü. NN.

## Geschichte
Der Ort wurde im Jahr 1325 erstmals urkundlich erwähnt und gehörte mit nur geringer Unterbrechung zum Fürstentum Reuß-Lobenstein („Herrschaft Lobenstein“) und seit der Revolution von 1848 zum Fürstentum Reuß jüngere Linie (Landratsamt Schleiz). Der Name wurde im Laufe der Zeit unterschiedlich geschrieben von Timmendorf über Thiemendorf bis zu Thymmendorf. Ab 1784 hatte Thimmendorf Marktrecht und bis zum Zweiten Weltkrieg fanden regelmäßig Viehmärkte statt.
Die heutige Kirche wurde 1677 erbaut, nachdem der Vorgängerbau 1676 abgebrannt war.
Während der Zeit der DDR gehörte Thimmendorf zum Kreis Lobenstein im Bezirk Gera. Nach 1990 war es Mitglied in der Verwaltungsgemeinschaft Saale-Sormitz-Höhen bis zur Eingemeindung durch die Gemeindegebietsreform in Thüringen vom 1. Juli 1999. Seither ist es ein Ortsteil der Gemeinde Remptendorf.

### Einwohnerentwicklung
Entwicklung der Einwohnerzahl (jeweils 31. Dezember):
| - 1994: 327 - 1995: 329 - 1996: 322 | - 1997: 314 - 1998: 306 |

Datenquelle: Thüringer Landesamt für Statistik

## Wappen
Das Ortswappen zeigt ein schreitendes Rind auf grünem Boden vor einem tiefblauen Hintergrund und weist damit auf die hier von jeher blühende Rindviehzucht und die früher bekannten und gut beschickten Rindviehmärkte hin.

## Wirtschaft
Im Ort sind verschiedene Handwerksbetriebe ansässig. Größte Betriebe sind die Pauli Kunststofffabrik, die TBE Thimmendorfer Bioenergie GmbH und die John Deere Werkstatt mit Lagerhallen der Agrargenossenschaft Hochland eG. Außerdem gibt es im Ort noch einen Mahlerbetrieb und einen Tischler.